# Jak–50 (1949)
A Jak–50 (orosz írással: Як–50) szovjet egyhajtóműves, egyszemélyes kísérleti elfogó vadászrepülőgép, melyet az 1940-es évek végén fejlesztettek ki a Jakovlev tervezőirodában. A gép a Jak–30 továbbfejlesztett, hosszabb törzsű változata, nagyobb, 45°-os  szárnynyilazással. További eltérés a Jak–30-hoz képest a nagyobb teljesítményű, VK–1 típusú gázturbinás sugárhajtómű alkalmazása. A gép jellegzetessége a tandem elrendezésű futómű, melyet Jakovlev a későbbi kéthajtóműves harci repülőgépeinél is előszeretettel alkalmazott.

## Története
A Szovjet Légierő 1948 januárjában hirdetett pályázatot éjszaka és bonyolult időjárási viszonyok között bevethető, rádiólokátorral felszerelt  vadászrepülőgép kifejlesztésére. A Mikojan, a Lavocskin és a Szuhoj tervezőirodák mellett a Jakovlev iroda is részt vett a pályázaton. (A Szuhoj a Szu–15, a Mikojan iroda az I–320, a Lavocskin iroda az La–200 terveivel pályázott.) Ezek alapján a Szovjetunió Minisztertanácsa 1949. február 21-én bízta meg a Jakovlev tervezőirodát egy olyan vadászrepülőgép megtervezésére, amely a VK–1 hajtóművel eléri az 1135 km/h-s sebességet 4200 m-es magasságon. A gépnek el kellett érnie a 15–16 km-es szolgálati csúcsmagasságot.
Két prototípus készült a tervezőiroda műhelyében. A gép első repülésére 1949. július 15-én került sor Sz. N. Anohin berepülőpilótával a fedélzetén, aki a rivális Szu–15-tel és I–320-szal is repült. A tesztrepülések során a géppel elérték a hangsebességet. A gyári repülési tesztek 1950. május 30-ig tartottak. A gépet felszerelték a Korsun típusú fedélzeti rádiólokátorral, fegyverzetét két 23 mm-es NR–23 gépágyú alkotta, egyenként 80 darabos lőszerjavadalmazással. A gépet RSZIU–3 típusú rádióval és RPKO–10M rádióiránytűvel szerelték fel. 
A tesztek során a gép megfelelő repülési teljesítményt, és jó kezelhetőséget mutatott. 5000 m-re 1,5 perc, 10 000 m-re 3,5 perc, míg 15 000 m-re 7 perc alatt emelkedett. A gép fegyverzete ugyanakkor nem felelt meg az elvárásoknak (két 23 mm-es és egy 37 mm-es gépágyúval kellett volna felszerelni). A Korsun radar használata pedig annyira bonyolult és nehézkes volt, hogy egy külön kezelő személyre lett volna szükség a hatékony használatához. Az újszerű futóművel nehézkes volt a leszállás, különösen oldalszélben, és nedves vagy jeges kifutópályán a gép gurulása nem volt stabil. A gép sorozatgyártására így nem került sor. Mire a Jak–50-nel a repülési tesztek befejeződtek, már elkezdődött a MiG–17 sorozatgyártása. A Jak–50-es típusjelzést később, az 1970-es években Jakovlev egyik műrepülőgépénél használták újra.

## Műszaki adatai

### Geometriai méretek és tömegadatok
- Fesztáv: 8,01 m
- Hossz: 11,18 m
- Szárnyfelület: 16 m²
- Üres tömeg: 3085 kg (első prototípus), 3125 kg (második prototípus)
- Üzemanyag: 870 kg
- Normál felszálló tömeg:  4155 kg

### Hajtómű
- Típus: Klimov VK–1 gázturbinás sugárhajtómű
- Száma: 1 db
- Maximális tolóerő: 26,5 kN

### Repülési jellemzők
- Maximális sebesség: 1135 km/h (5000 m-en)
- Szárny felületi terhelése: 260 kg/m²
- Leszálló sebesség: 200 km/h
- Emelkedőképesség: 68 m/s
- Felszállási úthossz: 587 m
- Kigurulási úthossz: 965 m
- Szolgálati csúcsmagasság: 16 050 m
- Hatótávolság: 850 km

### Fegyverzet
- 2 db 23 mm-es NR–23 gépágyú, egyenként 80 darabos lőszerjavadalmazással